# Francis E. Warren
Francis Emroy Warren (20 de junho de 1844 - 24 de novembro de 1929) foi um político dos Estados Unidos, foi senador por duas vezes de Wyoming, foi o primeiro governador do Wyoming, foi prefeito de Cheyenne, entre 1924 a 1929 foi o decano do senado.

## Início de vida e serviço militar
Warren nasceu em 20 de junho de 1844, em Hinsdale, no Condado de Berkshire, em Massachusetts e frequentou escolas públicas, por toda sua juventude. 
Durante a Guerra Civil Americana, Warren serviu no Regimento como um suboficial. No cerco de Port Hudson, Warren recebeu a Medalha de Honra por sua bravura no campo de batalha aos dezenove anos de idade. Seu pelotão inteiro foi destruído pelo bombardeio confederado e Warren, ficou gravemente macucado. Warren mais tarde serviu como capitão na Milícia Massachusetts. 

## Carreira política
Warren foi membro do senado de Wyoming aos 29 anos entre 1873 a 1874, e 1884 a 1885, durante mandato no senado foi presidente da casa; foi membro da Câmara Municipal de Cheyenne entre 1873 a 1874; foi Tesoureiro de Wyoming em 1876, 1879, 1882, 1884, e prefeito de Cheyenne em 1885.
Em fevereiro de 1885, Warren foi nomeado governador do Território de Wyoming pelo presidente Chester A. Arthur, depois foi destituído pelo presidente democrata Grover Cleveland, em novembro de 1886. Ele foi reconduzido pelo Presidente Benjamin Harrison em março 1889 e serviu até 1890, quando foi eleito o primeiro governador do Wyoming em setembro e novembro de 1890.

## Senador dos Estados Unidos
Em novembro de 1890, Warren renunciou ao cargo de governador, depois foi eleito para o Senado dos Estados Unidos como um republicano, servindo até 4 de março de 1893. Ele, então, retomou suas atividades de negócios, antes de retornar ao Senado em 4 de março de 1895 a 24 de novembro de 1929. Durante seu mandato no senado,  Warren foi presidente de várias comissões do Senado: 
- Comissão da Irrigação e Recuperação de Terras Áridas
- Comissão de Reclamações
- Comissão da Irrigação
- Comissão de Assuntos Militares
- Comissão dos Edifícios Públicos
- Comissão da Agricultura e Florestas
- Comissão de Dotações
O senador Warren morreu em 24 de novembro de 1929 em Washington, D.C.. Seu funeral foi realizado no Senado dos Estados Unidos. Quando morreu, Warren tinha servido mais do que qualquer outro senador da história dos Estados Unidos.